# Clasificación de documentos
Se define como la tarea de asignar valores booleanos a cada par {\displaystyle \langle d_{j},c_{i}\rangle } pertenecientes a {\displaystyle D\times C}, donde {\displaystyle D} es el dominio de los documentos y {\displaystyle C=\{c_{1},...,c_{n}\}} es una colección de categorías predefinidas. T (verdadero) indica archivar un documento {\displaystyle d_{j}} bajo {\displaystyle c_{i}}, mientras F (falso) indica no archivar {\displaystyle d_{j}} bajo {\displaystyle c_{i}}.
Entre las aplicaciones que encuentra la clasificación de documentos se tienen los filtros de correo electrónico (spam / no spam)
Las medidas de evaluación utilizadas en la clasificación de documentos son principalmente precisión, cobertura y F-1.